# Заболотное (Сумская область)
Заболотное (укр. Заболотне) — село,
Клишковский сельский совет,
Шосткинский район,
Сумская область,
Украина.
Код КОАТУУ — 5925383002. Население по переписи 2001 года составляло 77 человек.

## Географическое положение
Село Заболотное находится в урочище Великое Болото.
На расстоянии в 1,5 км расположены сёла Клишки и Солотвино.
Местность вокруг села заболочена.
К селу примыкает большой лесной массив (сосна).